# The Exclusive Path
 (février 2015).
Si vous disposez d'ouvrages ou d'articles de référence ou si vous connaissez des sites web de qualité traitant du thème abordé ici, merci de compléter l'article en donnant les références utiles à sa vérifiabilité et en les liant à la section « Notes et références ».
The Exclusive Path (en persan خط ویژه) est un film iranien écrit et réalisé par Mostafa Kyäie en 2013.

## Synopsis
Un génie de l'informatique rejoint sa sœur et son mari pour pirater un compte bancaire et faire un virement d'une grosse somme d’argent vers un compte personnel. Par erreur, l’argent est versé dans un compte appartenant à deux jeunes qui doivent de l’argent à un ami. Le groupe des piratage rejoint les deux jeunes pour récupérer l'argent, mais leur marché ne tient pas la route. Ils sont suivis par l'homme influent qui veut, lui aussi, récupérer son argent.
Ils sont traqués par ce dernier qui cherche à tout prix mettre la main sur les voleurs et son argent. Le gérant de la banque prend part à des poursuites. La chasse à l'homme est donc ouverte. Les fugitifs se réfugient chez la sœur d’un des deux jeunes pour avoir le temps de planifier leur fuite vers un pays étranger.
Le plan est tombé à l'eau par l’insistance de l’homme influant qui a maintenant la police aussi à son service. Les fugitifs désespérés décident de faire un geste en Robin des Bois et distribuer la somme entre les gens démunis, soit en leur versant une part dans leurs comptes personnels, soit en jetant l’argent par-dessus le pont dans une foule des automobilistes.

## Distribution
- Mostafa Zamani
- Hanieh Tavassoli
- Houman Seyyedi
- Milad Keymaram
- Mitra Hajjar
- Parinaz Izadyar
- Mohammad Samghariban